# Grathe Hede

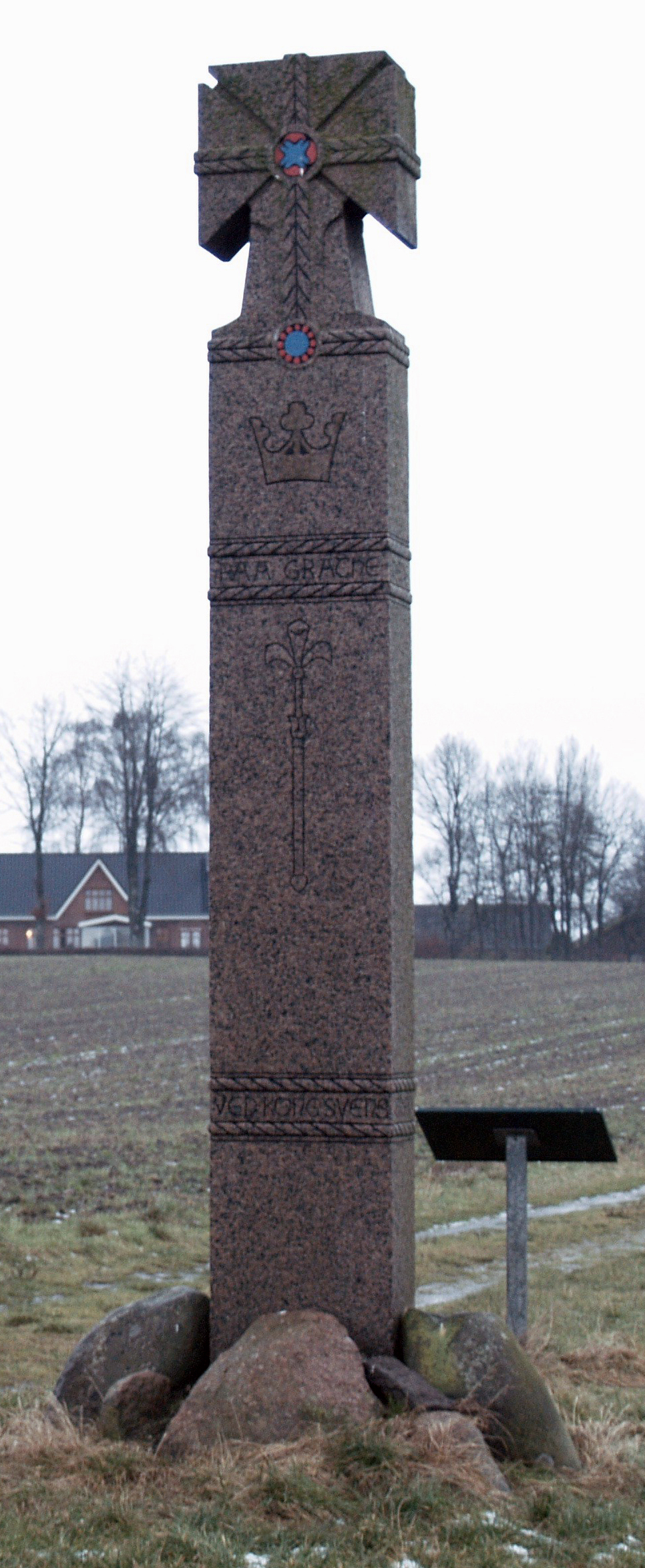
Krzyż na Grathe Hede w miejscu pochówku króla Swena III

Grathe Hede (Wrzosowisko Grathe), miejsce w północnej Jutlandii, na południe od Viborga, w pobliżu miejscowości Thorning, gdzie 23 października 1157 r. rozegrała się krwawa bitwa o władzę nad całą Danią między panującym na Jutlandii Waldemarem I i panującym w Skanii Swenem III, który podczas ucieczki po bitwie został rozpoznany i zarąbany toporem przez wieśniaków, a następnie pochowany na miejscu.
Od miejsca swojej śmierci Swen III otrzymał przydomek Grade (duń. Grathe). Później na jego grobie król Waldemar I kazał  wznieść kaplicę, która już nie istnieje. Na jej miejscu wznosi się obecnie kamienny obelisk w kształcie krzyża, pod którym z jednej strony widnieje herb Danii, a niżej miecz, z drugiej zaś strony korona królewska, a pod nią berło zakończone lilią. Na pomniku znajduje się napis wymieniający króla i datę jego śmierci. Obelisk został wzniesiony sumptem duńskiego poety, tłumacza i profesora Thora Lange w 1892 r. Przyjmuje się, że jest to miejsce pochówku Swena III. Obecnie pomnik otaczają pola uprawne, a w ich sąsiedztwie znajduje się kościół i pojedyncze gospodarstwa.